# Дудева, Диана
Диа́на Ду́дева (род. 7 июля 1968 года в Плевене) — болгарская спортивная гимнастка. Бронзовая медалистка Олимпийских игр 1988 года в вольных упражнениях.

## Биография
Родилась 7 июля 1986 года в Плевене (Болгария).
В 1986 году в Москве на Играх доброй воли завоевала серебро в команде (в составе команды Болгарской Народной Республики) и бронзу на бревне.
В 1987 году на проходившем в Москве чемпионате Европы разделила с Еленой Шушуновой бронзу в личном многоборье, а также (уступив только Даниэле Силиваш) завоевала серебро на брусьях.
В 1988 году поехала на Олимпиаду в Сеул, где завоевала бронзу в вольных упражнениях.